# Nadine Kessler
Nadine Kessler és una excentrecampista de futbol amb 29 internacionalitats i 10 gols per Alemanya, amb la qual va guanyar l'Eurocopa 2013. També va guanyar tres Lligues de Campions amb el Turbine Potsdam i el VfL Wolfsburg.
Al 2014 va guanyar el FIFA World Player, així com els premis equivalents de la UEFA i el IFFHS. Aquell mateix any es va lesionar al genoll, i al 2016 es va retirar al no poder recuperar-se bé.

## Trajectòria
| Temporada       | Club               | Títols                                    | Selecció (fases finals)                                                                   |
| --------------- | ------------------ | ----------------------------------------- | ----------------------------------------------------------------------------------------- |
| 05/06 - 08/09 0 | 1.FC Saarbrücken 0 |                                           | Eurocopa sub-19 2006 (campió) Eurocopa sub-19 2007 (campió) Mundial sub-20 2008 (3r lloc) |
| 09/10 - 10/11   | Turbine Potsdam    | 1 Lliga de Campions, 2 Lligues            |                                                                                           |
| 11/12 - 15/16   | VfL Wolfsburg      | 2 Lligues de Campions, 2 Lligues, 2 Copes | Eurocopa 2013 (campió)                                                                    |